# Zentsūji
Zentsūji (jap. 善通寺市 Zentsūji-shi) – miasto w Japonii, w prefekturze Kagawa, na wyspie Sikoku.
Zentsūji prawa miejskie zdobyło 31 marca 1954 roku. Nazwa miasta pochodzi od Zentsū-ji – buddyjskiej świątyni. Zentsū-ji jest 75 świątynią pielgrzymki szlakiem 88 świątyń, jest to także jedna z trzech odwiedzonych przez Kūkai (dwie pozostałe to: Tairyū-ji oraz Muroto Misaki).
W mieście rozwinął się przemysł rolno-spożywczy oraz drzewny.

## Populacja
Zmiany w populacji Zentsūji w latach 1970–2015:
| Rok  | Populacja |
| ---- | --------- |
| 1970 | 35 254    |
| 1975 | 38 106    |
| 1980 | 38 080    |
| 1985 | 38 630    |
| 1990 | 38 423    |
| 1995 | 37 361    |
| 2000 | 36 413    |
| 2005 | 35 495    |
| 2010 | 33 817    |
| 2015 | 32 942    |